# André Clerc
Pas d'image ? Cliquez ici

a Compétitions nationales et continentales officielles uniquement.

b Matchs officiels uniquement.
André Clerc, né le 25 décembre 1947 à Marquixanes et mort le 13 octobre 2010 à Perpignan, est un joueur de rugby à XIII français évoluant au poste de Demi de mêlée dans les années 1960 et 1970.
Il effectue sa carrière sportive au XIII Catalan où il y remporte le titre de Championnat de France en 1969 et la Coupe de France en 1969. 
Ses performances en club l'amènent en sélection française où il y compte une sélection officielle le 11 novembre 1970 affrontant l'Australie.

## Palmarès

### En club
- Vainqueur du Championnat de France : 1969 (XIII Catalan)
- Vainqueur de la Coupe de France : 1969 (XIII Catalan)
- Finaliste du Championnat de France : 1970 (XIII Catalan).

#### Détails en sélection
| 1. | 11 novembre 1970 | Australie | 4-7 | Amical | Demi de mêlée | - | - | - | - |